# M-Collection BIRTHDAY PRESENT
『M-Collection BIRTHDAY PRESENT』（エム・コレクション バースデイ・プレゼント）は、FUKUYAMA MASAHARU with HIS FRIENDS ALL STARS名義で発売されたサウンドトラック。1995年10月21日に発売された。

## 解説
1995年10月28日に東宝系で公開された映画『BIRTHDAY PRESENT』の劇中で使用された曲をまとめたサウンドトラック。福山雅治にとっては初の映画音楽制作となった（主題歌・挿入歌として「Message/今このひとときが遠い夢のように」も提供している）。
2枚組仕様になっており、「Merry Go-round」を除いて福山の既に発表されている曲で構成されている。DISC-1はリテイク音源、DISC-2はインストゥルメンタル・リミックス音源を収録している。特にインスト曲については、福山がアレンジャーにイメージだけを伝えて自由に曲をいじってもらえるように任せたという。

## 収録曲

### DISC-1
1. 雨のメインストリート ('95 Style)
（作詞・作曲：福山雅治　編曲：小原礼）
オリジナルは、2nd Album『LION』収録。サビのフレーズは、高校生の頃すでにあったものだという[2]。
2. 恋 ('95 Style)
（作詞・作曲：福山雅治　編曲：小原礼）
オリジナルは、4th Album『BOOTS』収録。
3. 雨のメインストリート ('95 Style) ORIGINAL KARAOKE
4. 恋 ('95 Style) ORIGINAL KARAOKE

### DISC-2
1. Message (Instrumental)
（作曲：福山雅治　編曲：尾崎亜美）
尾崎亜美が人の曲をアレンジするのは、これが初めてであったという[2]。福山もコーラスで参加している。
2. Girl (Instrumental)
（作曲：福山雅治　編曲：尾崎亜美）
曲中のヴァイオリンは、斉藤ネコが弾いている。
3. 恋 〜DANS LA RUE〜 (Instrumental)
（作曲：福山雅治　編曲：丸尾めぐみ）
映画音楽を制作するにあたり、音楽として別の筋を作りたいと思って丸尾めぐみにアレンジをお願いした[2]。
4. Merry Go-round (Instrumental)
（作曲：福山雅治　/　編曲：斎藤誠）
本作唯一の書き下ろし曲。ギターは福山が弾いている。
5. Message 〜African Ambient Startrek Techno Refresh Mix〜
（作曲：福山雅治　編曲：小原礼・松武秀樹）
メジャー・コードの原曲をマイナー・コードにアレンジしている。
6. 恋 〜Ethnic Ambient Neo Japanesque Techno Refresh Mix〜
（作曲：福山雅治　編曲：小原礼・松武秀樹）
7. 雨のメインストリート (Instrumental)
（作曲：福山雅治　編曲：富田素弘）
8. 今 このひとときが 遠い夢のように (Instrumental)
（作曲：福山雅治／Char　編曲：富田素弘）
cobaによるアコーディオンと富田素弘によるピアノは一発録りでレコーディングされたもの[2]。
9. 恋 (Instrumental)
（作曲：福山雅治　編曲：富田素弘）
10. Message 〜from HIS FRIENDS ALL STARS〜 (Instrumental)
（作曲：福山雅治　編曲：富田素弘）
本作のレコーディングの締めに10人くらいでコーラスしたものが収録されている[2]。